# ブリッジマン子爵
ブリッジマン子爵（英: Viscount Bridgeman）は、イギリスの子爵、貴族。連合王国貴族爵位。 

## 歴史
内務大臣を務めた保守党の政治家ウィリアム・ブリッジマン(1864-1935)は1929年6月18日に連合王国貴族としてシュロップシャー州リーのブリッジマン子爵(Viscount Bridgeman, of Leigh in the County of Shropshire)に叙せられた。
2代子爵ロバート(1896-1982)は英国陸軍軍人として少将にまで昇進したほか、1951年から1970年までシュロップシャー州統監を務めている。
現当主である3代子爵ロビン(1930-)は保守党の政治家として活動しており、1999年の貴族院改革以降も貴族院に籍を置く92人の世襲貴族の一人である。  
なお初代子爵は第2代ブラッドフォード伯爵ジョージ・ブリッジマンの孫であるため、代々のブリッジマン子爵家の当主は ブラッドフォード伯爵 位(及びその従属爵位)の潜在的な継承権を有している。
一族の邸宅は、ハンプシャー州 ウィンチェスター近郊のワトリーハウス(Watley House)。

## ブリッジマン子爵（1929年）
- 初代ブリッジマン子爵ウィリアム・クライヴ・ブリッジマン（英語版） （1864–1935）
- 第2代ブリッジマン子爵ロバート・クライヴ・ブリッジマン（英語版） （1896–1982）
- 第3代ブリッジマン子爵ロビン・ジョン・オーランド・ブリッジマン（英語版） （1930-）

爵位の法定推定相続人は、現当主の次男ルーク・ロビンソン・オーランド・ブリッジマン閣下（1971-）。  